# Tujereng
Tujereng (Schreibvariante: Tujering) ist eine Ortschaft im westafrikanischen Staat Gambia.
Nach einer Berechnung für das Jahr 2013 leben dort etwa 5646 Einwohner, das Ergebnis der letzten veröffentlichten Volkszählung von 1993 betrug 2534.

## Geographie
Tujereng liegt in der West Coast Region, Distrikt Kombo South, an der atlantischen Küste, rund fünf Kilometer südlich von Tanji und sechs Kilometer nördlich von Sanyang.

## Kultur und Sehenswürdigkeiten
Der renommierte Künstler Baboucarr Etu Ndow (1966–2014) betrieb in Tujereng die Tunbung Art Village and Gallery.